# رافاييل كاسترو
رافاييل كاسترو (بالإسبانية: Rafael Castro Ordóñez)‏ (و. 1830 – 1865 م) هو رسام، ومصور إسباني، ولد في مدريد، توفي عن عمر يناهز 35 عاماً.

## التعليم
تعلم في الأكاديمية الملكية للفنون الجميلة في سان فرناندو ‏
.